# Montemagno Monferrato
Montemagno Monferrato ist eine Gemeinde in der italienischen Provinz Asti (AT), Region Piemont.

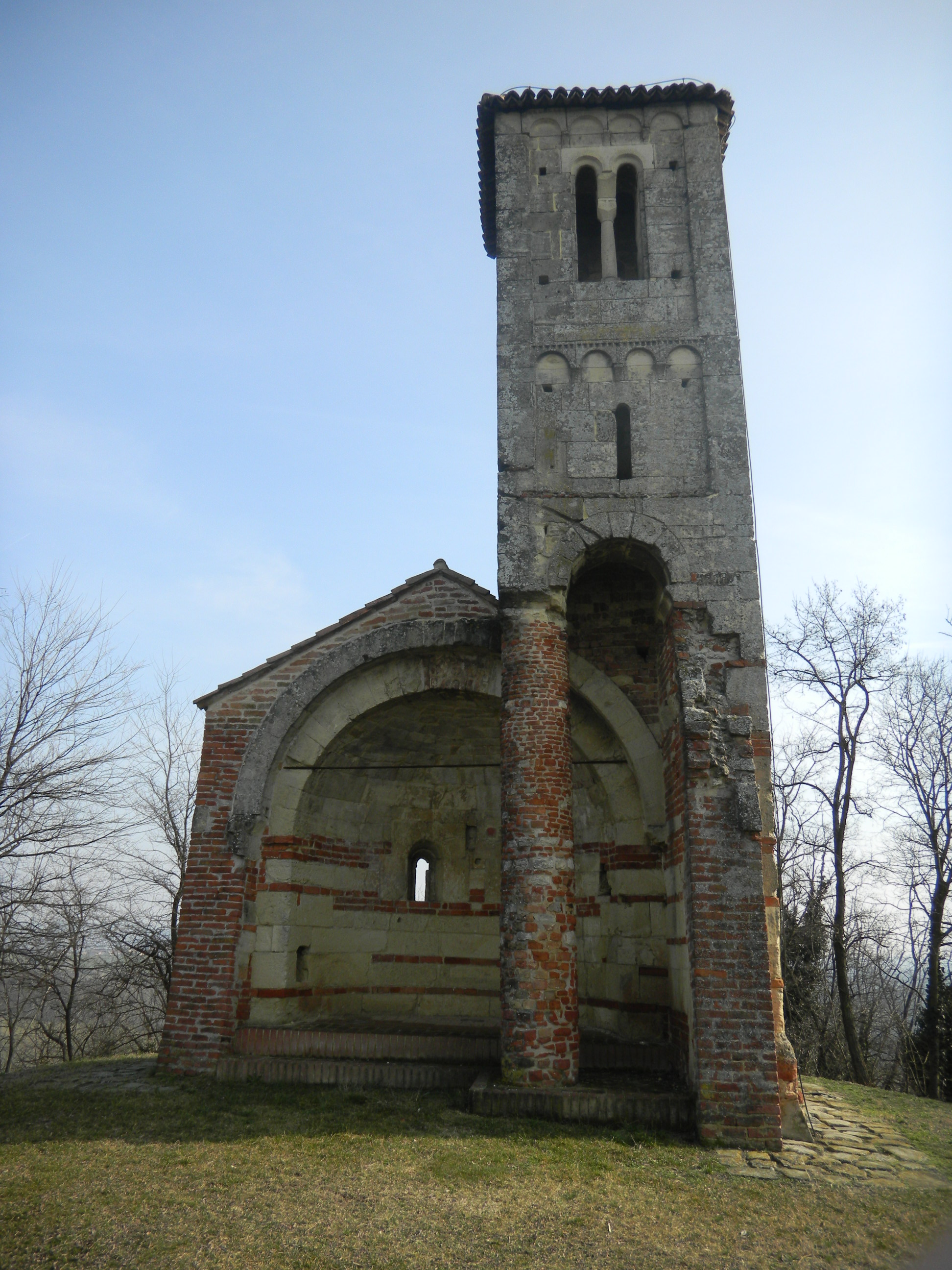
Überreste der San-Vittore-Kirche

## Lage und Einwohner
Montemagno Monferrato liegt 17 km nordöstlich von der Provinzhauptstadt Asti entfernt. Der Ort liegt auf einer Höhe von 260 m s.l.m. und besteht aus den Ortsteilen S.Stefano und S.Carlo. Das Gemeindegebiet umfasst eine Fläche von 15 km² und hat 1036 Einwohner (Stand 31. Dezember 2023).
Die Nachbargemeinden sind Altavilla Monferrato, Casorzo, Castagnole Monferrato, Grana, Refrancore und Viarigi.

## Geschichte

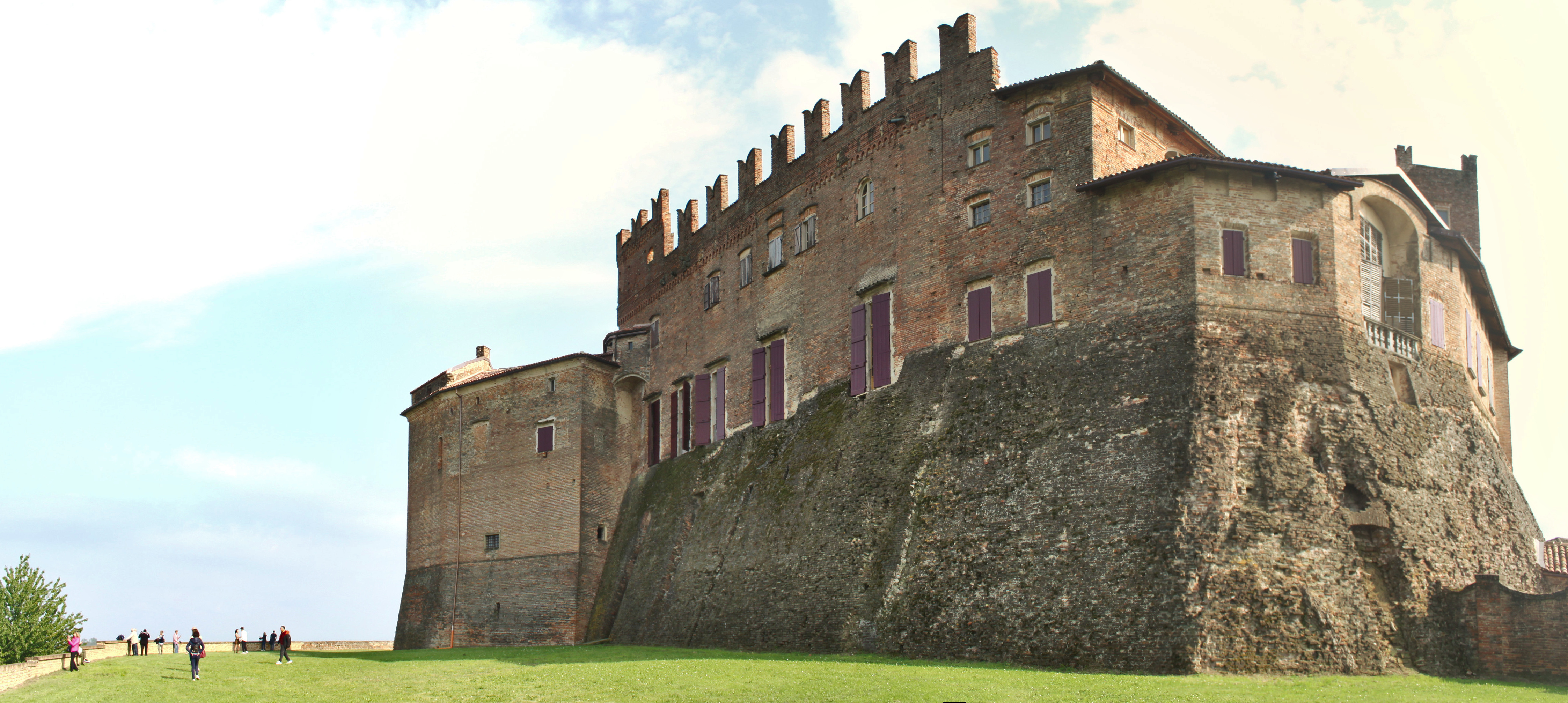
Castello

Die Bedeutung des Ortsnamens ist klar, eine Verbindung aus „Monte“ und MAGNUS, „groß“, erstmals 974 mit „Loco Muntemagno“ belegt. Aus der Untersuchung der archäologischen Funde auf dem Gelände geht hervor, dass die ersten Siedlungen bis in die Römerzeit zurückreichen.
Im Jahr 1164 wurde das Lehen von Federico Barbarossa an den Markgrafen von Monferrato abgetreten. Zwischen diesen und der Gemeinde Asti kam es im 14. Jahrhundert zu Bündnissen und Konflikten, die 1290 mit der Niederlage des Markgrafen Wilhelm VII. durch die Gemeinde Asti endeten. Aufgrund seiner strategischen Lage sehr umstritten, wurde es 1342 von der Familie Turco gekauft und dann in die Herrschaft der Savoyen eingegliedert, nachdem der Marquis Gian Giacomo, der mit den Visconti kämpfte, Amedeo VIII. rücksichtslos um Hilfe gebeten hatte. Es wurde im 16. Jahrhundert von den französisch-spanischen Armeen durchquert und nach den Erbfolgekriegen des Marquisats dem Herzogtum Mantua angegliedert und von Zeit zu Zeit an Adelsfamilien als Lehen gegeben, von denen die letzte es war das der Markgrafen Grisella von Rosignano.
Im Frieden von Utrecht wurde 1713 der endgültige Besitz von Monferrato den Savoyern zugeteilt. Das schöne Schloss dominiert die Stadt und wurde in den ersten Jahrzehnten des 18. Jahrhunderts renoviert. Es hat einen quadratischen Grundriss und einen einzigartigen Innenhof in Form einer Ellipse, gekrönt von ghibellinischen Zinnen und kleinen Steinbalkonen. Unter den für Gottesdienste bestimmten Gebäuden erinnern wir uns an die imposante Pfarrkirche der Assunta in Cielo aus dem 11.–12. Jahrhundert. Ganz in der Nähe befinden sich die Kirchen Santissima Trinità und die Bruderschaft San Michele Arcangelo. Letzteres ist ein schönes Beispiel barocker Architektur aus dem 15. Jahrhundert mit einem Kreuzgrundriss. Im Inneren Säulen mit korinthischen Kapitellen und großen Fenstern mit Gemälden aus dem 20. Jahrhundert. Der Hauptaltar ist mit Kunstmarmor mit Stuck und kleinen Säulen verziert. Die Kirche der Heiligen Dreifaltigkeit aus dem Jahr 1610 im Barockstil beherbergt Gemälde unbekannter Autoren der piemontesischen Schule.

## Kulinarische Spezialitäten
In Montemagno werden Reben der Sorte Barbera für den Barbera d’Asti, einen Rotwein mit DOCG Status, sowie für den Barbera del Monferrato angebaut.

## Persönlichkeiten
- Gaetano Giardino (1864–1935), Marschall und Senator